# Lucina Hagman
Lucina Hagman (Kälviä, 5 juni 1853 – Helsinki, 6 september 1946) was een Finse pedagoge, schrijfster, feministe en politica.
Hagman werd geboren als jongste van zes kinderen van het politie-echtpaar Nils Johan Erik Hagman en Margareta Sofia Nordman. Haar jeugd en haar lagereschooltijd bracht ze door in het landelijke Kälviä, tot het gezin in 1865 verhuisde naar Vaasa. Thuis werd Zweeds gesproken, maar haar ouders zorgden ervoor dat ze tweetalig Zweeds-Fins opgroeide. In Vaasa volgde ze een Zweedstalige meisjesschool en vervolgens een lerarenopleiding in Jyväskylä.

## Onderwijsactiviteiten
Direct na haar afstuderen in 1875 werd Hagman schoolhoofd op een school in Hämeenlinna. Haar bekendste leerling op die school was ongetwijfeld de latere componist en dirigent Jean Sibelius. Toen aan het eind van de 19e eeuw het gemengd onderwijs zijn intree deed, was Hagman daarvan een groot pleitbezorger. In 1886 werd ze schoolhoofd van de eerste Finse gemengde middelbare school in Helsinki, die toegang gaf tot een universiteit. In 1899 stichtte ze zelf een gemengde school: Uusi Yhteiskoulu (in het Nederlands: De nieuwe gemengde school), waar ze rector was tot haar 82e levensjaar, in 1935. Toen die school te klein werd, stichtte haar nichtje, Lisa Hagman, daarnaast een aparte school, met de naam Yksityisluokat (in het Nederlands: privélessen).

## Maatschappelijke activiteiten
Hagman was al vroeg geïnteresseerd in sociaal-maatschappelijke kwesties en begon in de jaren 1880 deel te nemen aan het maatschappelijk debat. Ze was zeer actief voor vrouwenrechten en ook in de Finse vredesbeweging. Ze bleek een charismatisch spreker.
- Sinds de oprichting in 1884 was ze actief in 'Suomen Naisyhdistys', een Finse vrouwenrechtenbeweging.
- In 1888 woonde ze in Kopenhagen een internationaal vrouwenrechtencongres bij.
- In 1892 was Hagman een van de drie oprichters van de 'Naisasialiitto Unioni' (vrouwenunie), waarvan ze de eerste voorzitter werd, ofschoon ze aanvankelijk wegens familie-omstandigheden voor die eer bedankt had. In 1908 werd ze benoemd tot erevoorzitter.
- In 1899 richtte ze de Martha-organisatie op, mede als reactie op het Februari-manifest waarmee de Russische heerser poogde meer grip te krijgen op de Finse maatschappij. Deze beweging, die nog steeds actief is, biedt ondersteuning door vrijwilligers aan huishoudens op het gebied van financiën en maatschappelijke ontplooiing.
- Ze was ook betrokken bij de oprichting van de Finse geheelonthoudersvereniging.
- In 1905 begon haar medewerking aan het feministische tijdschrift 'Naisten Ääni' (het geluid van de vrouw) die ze tot haar dood zou voortzetten.
- In 1907 richtte ze de politieke vrouwenvereniging 'Suomalainen naisliitto' (het Finse Vrouwenverbond) op, die zich onder andere inzette voor de uitvoering van het vrouwenkiesrecht dat sinds 1906 wettelijk was ingevoerd.
- Nog in datzelfde jaar werd ze in het Finse parlement gekozen als vertegenwoordiger van de hieraan gelieerde 'Nuorsuomalainen Puolue' (Jong-Finse partij) en werd ze tot voorzitter van de commissie cultuur benoemd. Ze bleek echter niet goed in partijpolitiek: na de verkiezingen in 1908 moest ze opstappen. In 1917 werd ze opnieuw verkozen en bleef ze ook maar korte tijd lid van het parlement. Teleurgesteld door het zeer lage aantal vrouwelijke parlementsleden heeft ze zich ervoor beijverd dat er aparte kandidatenlijsten voor mannen en voor vrouwen zouden komen, maar dat voorstel kreeg niet voldoende steun.

## Diversen
- Lucina Hagman is nooit getrouwd geweest. Wel heeft ze, toen de vrouw van haar broer in 1891 was overleden, zich ontfermd over hun twee kinderen. Later kwam daar nog de zorg voor een pleegkind bij.
- Hagman publiceerde kleine schoolboeken, evenals pedagogische geschriften, waaronder Kokemukseni yhteiskasvatuksesta (1897; 'Mijn ervaring met gemengd onderwijs').
- Ze heeft biografieën geschreven van de Zweedse schrijfster en feminist Fredrika Bremer en van haar vriendin Minna Canth.

## Overlijden
Lucina Hagman overleed in 1946, op 93-jarige leeftijd. Ze ligt begraven op het oude deel van de staatsbegraafplaats in Helsinki: de Hietaniemibegraafplaats.